# Daniel y Ana
Pour plus de détails, voir Fiche technique et Distribution.
Daniel y Ana est un film mexicain écrit et réalisé par Michel Franco sorti en 2009. D'un point de vue genre c'est un drame-thriller.

## Synopsis
Daniel et Ana, un frère et une sœur, sont enlevés et contraints à des actes sexuels devant une caméra dont ils sortent traumatisés.

## Fiche technique
- Titre : Daniel y Ana
- Réalisation :  Michel Franco
- Scénario : Michel Franco
- Musique : Atto Attie et Immanuel Miralda
- Photographie : Chuy Chávez
- Montage : Óscar Figueroa
- Société de production : Alameda Films, Blu Films, Fidecine, Labofilms, Morena Films et Strawberry Films
- Société de distribution : Chrysalis Films (France)
- Pays :  Mexique et  Espagne
- Lieu de tournage : Mexico
- Durée : 90 minutes
- Genre : Drame et thriller
- Dates de sortie:
  - 18 mai 2009 : Festival de Cannes
  - 31 mars 2010 :  France
  - 7 mai 2010 :  Mexique

## Distribution
- Marimar Vega : Ana Torres
- Darío Yazbek Bernal : Daniel Torres
- José María Torre : Rafa
- Monserrat Ontiveros : Galia
- Luis Miguel : Fernando
- Hector Kotsifakis : Ravisseur 1
- Armando Hernandez : Ravisseur 2
- Gabriel de Cervantes : Ravisseur 3
- Cristóbal Maryán : Alan
- Jéssica Castelán : Mariana
- Verónica Langer : Psychologue

## Distinctions
- Nommé au Festival de Cannes 2009
- Nommé au Festival du film de Chicago